# 戰功十字勳章

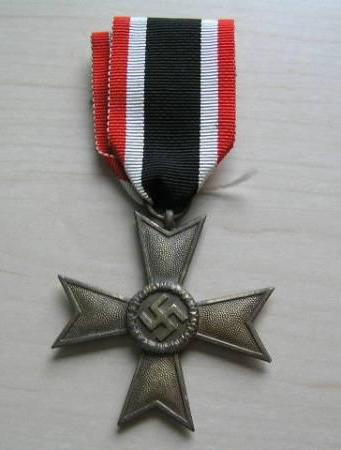
戰功十字勳章（二等－不連劍）

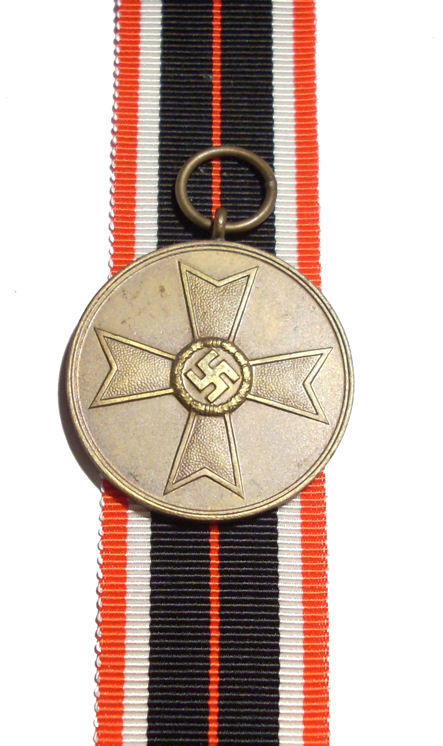
戰功獎章

戰功十字勳章（德語：Kriegsverdienstkreuz）是一款納粹德國勳章，由納粹德國元首希特拉於1939年創立，在第二次世界大戰期間頒授予傑出的平民及軍人。戰後西德政府宣布承認部分第三帝國時期的勳章，德國聯邦國防軍曾於1957年發行一款去納粹化的戰功十字勳章，重新授予獲勳老兵。57版的勳章在外形上與第三帝國時期原品勳章有所區別，新版本的勳章用“1939”字樣替換了舊版本的納粹德國國徽。

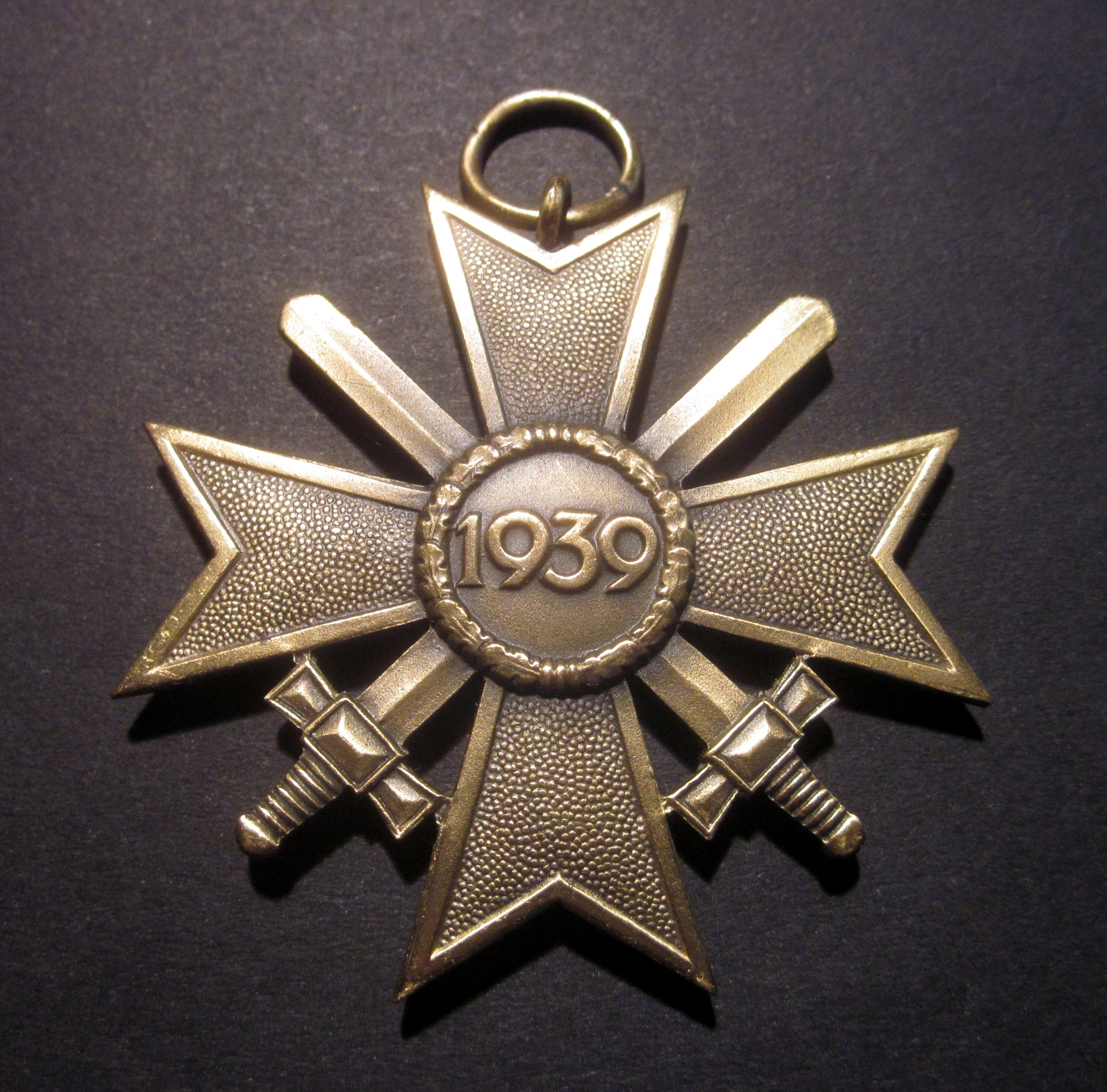
戰後去除納粹標誌的版本 (同原版的背面設計)

## 部份著名獲勳人士
- 京特·伯斯汀：發明家與技師，前奧匈帝國軍官
- 華納·馮·布勞恩：火箭專家
- 阿道夫·艾希曼：黨衛隊中校，執行猶太人大屠殺「最終方案」的主要負責人
- 阿道夫·布特南特：化學家，1939年諾貝爾化學獎得主
- 哈索·馮·曼陀菲爾：軍事家、政治家
- 斐迪南·保時捷：汽車工程師，「甲蟲車」設計者
- 亞伯特·史佩爾：建築師，紐倫堡審判受審戰犯之一
- 恩斯特·卡爾滕布倫納：奧地利裔黨衛隊上將，紐倫堡審判受審戰犯之一